# Pimenta pseudocaryophyllus
Pimenta pseudocaryophyllus är en myrtenväxtart som först beskrevs av Bernardino António Gomes, och fick sitt nu gällande namn av Leslie Roger Landrum. Pimenta pseudocaryophyllus ingår i släktet Pimenta och familjen myrtenväxter.

## Underarter
Arten delas in i följande underarter:
- P. p. fulvescens
- P. p. hoehnei
- P. p. pseudocaryophyllus